# Torymidae
De Torymidae of Torimidi is een familie behorend tot de vliesvleugeligen, die bestaat uit metaalkleurige (groen, blauw, brons, purperblauw) soorten met vergrote achterpoten, en over het algemeen met een lange legboor. Velen zijn sluipwespen op de gallenvormende insecten, en sommige zijn fytofage (plantenetende) soorten, soms eigenen ze zich de gallen gevormd door andere insecten toe, waarbij de larve in de gal vroeg of laat gedood wordt.
De Torymidae zijn fylogenetisch en morfologisch gelijk aan de Ormyridae, die voorheen deel uitmaakten van dezelfde familie tot de rang van onderfamilie.
Er worden over de hele wereld 986 soorten in 68 geslachten onderscheiden. Ze kunnen makkelijk herkend worden aan de zichtbare cerci, omdat ze een van de weinige groepen Chalcidoidea zijn waarin de cerci zichtbaar zijn.
Ze zijn 1,1 - 7,5 mm (gemiddeld 5 mm) lang en de vrouwtjes hebben een tot 16 mm lange legboor. De spanwijdte is 1,5 - 20 mm. De cercale platen op de kop zijn niet vlak, maar licht gegolfd  met een papillaire vorm. De petiolus (insnoering borststuk) is sterk transversaal. De antennen hebben 13 segmenten. Verder is het borststuk in het mesoscutum diep gegroefd. De tarsi hebben 5 geledingen en de voorste tibiae eindigen in een gebogen spoor.
De voorste vleugels hebben een lange marginale ader, maar de stigmale en de postmarginale ader zijn vrij kort.

Vleugel van een sluipwesp behorend tot de bronswespen.
Smv: subcosta
Mv: marginale ader (costa)
Pmv: postmarginale ader
Stv: stigmale ader
U: uncus (haak)
St: pterostigma, (stigma)

De meeste Torymidae leven solitair. De meeste soorten van de onderfamilie Toryminae, vele Monodontomerinae en enkele Megastigminae zijn ectoparasitoïden op de insecten die plantengallen vormen. Zo vallen Torymus erucarum, Megastigmus dorsalis en M. stigmatizans de larven aan die in plantengallen op eik leven.
De Idarninae en het overgrote deel van de Megastigminae (geslacht Megastigmus) zijn fytofaag en leven van plantenzaden (Cupressaceae, Pinaceae en houtige Rosaceae).
De Podagrioninae zijn oöfage parasitoïden op Mantispidae (Podagrion spinola).
De Pteromalidae zijn hyperparasieten van keverlarven. Op Madagaskar: Mantiphaga bekiliensis, Podagrion insidiosum, Podagrion longicaudum.

## Indeling
Door de heterogeniteit van de Torymidae zijn er voortdurend taxonomische herzieningen. De indeling in onderfamilies is omstreden. 
De volgende onderfamilies kunnen thans worden onderscheiden: 
- Megastigminae
- Monodontomerinae
- Thaumatoryminae
- Toryminae

of
- Megastigminae
- Monodontomerinae
- Idarninae
- Podagrioninae
- Toryminae

of
- Megastigminae
- Monodontomerinae
- Sycophaginae
- Epichrysomalinae
- Toryminae

of
- Megastigminae
  - geslacht Megastigmus
- Toryminae
  - geslacht Adontomerus
  - geslacht Chalcimerus
  - geslacht Cryptopristus
  - geslacht Eridontomerus
  - geslacht Exopristus
  - geslacht Glyphomerus
  - geslacht Idarnotorymus
  - geslacht Idiomacromerus
  - geslacht Microdontomerus
  - geslacht Palachia
  - geslacht Podagrion
  - geslacht Podagrionella
  - geslacht Pseuderimerus
  - geslacht Pseudotorymus
  - geslacht Thaumatorymus
  - geslacht Torymoides
  - geslacht Torymus

## Geslachten
(Indicatie van aantallen soorten per geslacht tussen haakjes)
- Adontomerus Nikol'skaya, 1955 (9)
- Aloomba Girault, 1921 (1)
- Allotorymus Huber, 1927 (1)
- Amoturoides Girault, 1932 (2)
- Anidarnes Boucek, 1993 (3)
- Anneckeida Boucek, 1978 (6)
- Apocryptophagus Ashmead, 1904 (11)
- Austorymus Boucek, 1988 (1)
- Austroamotura Girault, 1934 (1)
- Bootanelleus Girault, 1915 (13)
- Bootania Dalla Torre, 1897 (12)
- Bootanomyia Girault, 1915 (22)
- Bortesia Pagliano & Scaramozzino, 1990 (3)
- Boucekinus Jansta & Hanson, 2011 (2)
- Cryptopristus Förster, 1856 (3)
- Chalcimerus Steffan & Andriescu, 1962 (1)
- Chrysochalcissa Girault, 1915 (5)
- Ditropinotus Crawford, 1907 (2)
- Ecdamua Walker, 1862 (6)
- Echthrodape Burks, 1969 (2)
- Eridontomerus Crawford, 1907 (12)
- Erimerus Crawford, 1914 (1)
- Eukoebelea Ashmead, 1904 (7)
- Exopristoides Boucek, 1982 (2)
- Exopristus Ruschka, 1923 (1)
- Glyphomerus Förster, 1856 (9)
- Gummilumpus Grissell, 1995 (1)
- Ianistigmus Boucek, 1988 (1)
- Idarnes Walker, 1843 (23)
- Idarnotorymus Masi, 1916 (2)
- Idiomacromerus Crawford, 1914 (41)
- Lissotorymus Kamijo, 1961 (1)
- Macrodasyceras Kamijo, 1962 (2)
- Malostigmus Boucek, 1988 (1)
- Mangostigmus Boucek, 1986 (3)
- Mantiphaga Ferrière, 1955 (6)
- Megastigmus Dalman, 1820 (128)
- Mesodiomorus Strand, 1911 (1)
- Microdontomerus Crawford, 1907 (24)
- Micropodagrion Ferrière, 1955 (1)
- Monodontomerus Westwood, 1833 (40)
- Neoeukobelea Lal, Farooqi & Husain, 1991 (1)
- Neomegastigmus Girault, 1915 (7)
- Neopalachia Boucek, 1978 (2)
- Odopoia Walker, 1871 (5)
- Oopristus Steffan, 1968 (3)
- Ophiopinotus Husain & Kudeshia, 1987 (1)
- Ovidia Girault, 1924 (1)
- Palachia Boucek, 1969 (25)
- Palaeotorymus Brues, 1910 (5)
- Palmon Dalman, 1826 (20)
- Paramegastigmus Girault, 1915 (1)
- Perissocentrus Crawford, 1910 (6)
- Physothorax Mayr, 1885 (10)
- Platykula Huber, 1927 (1)
- Plesiostigmodes Ashmead, 1904 (1)
- Podagriomicron Narendran & Mercy, 2010 (1)
- Podagrion Spinola, 1811 (96)
- Podagrionella Girault, 1914 (12)
- Pradontomerus Boucek, 1978 (1)
- Propachytomoides Girault, 1917 (3)
- Propalachia Boucek, 1978 (3)
- Pseuderimerus Gahan, 1919 (11)
- Pseudidarnes Girault, 1927 (2)
- Pseudotorymus Masi, 1921 (49)
- Rhynchodontomerus Novicky & De Santis, 1961 (1)
- Rhynchoticida Boucek, 1978 (5)
- Stenotorymus Masi, 1938 (1)
- Sycophaga Westwood, 1840 (12)
- Thaumatorymus Ferrière & Novicky, 1954 (1)
- Torymoidellus Boucek, 1988 (1)
- Torymoides Walker, 1871 (56)
- Torymus Dalman, 1820 (383)
- Westralianus Boucek, 1988 (2)
- Zaglyptonotus Crawford, 1914 (3)
- Zdenekius Grissell, 1993 (1)
- Zophodetus Grissell, 1980 (1)